# KB Trepça
KB Trepça, Klubi Basketbollistik Trepça, är en basketklubb från Mitrovica, Kosovo. Lagets matchdräkter är grönt och svart. De spelar i Kosovos basketliga och är kända för sin supporterklubb Torcida med entusiastiska och hänsynslösa fans.